# ベルキン

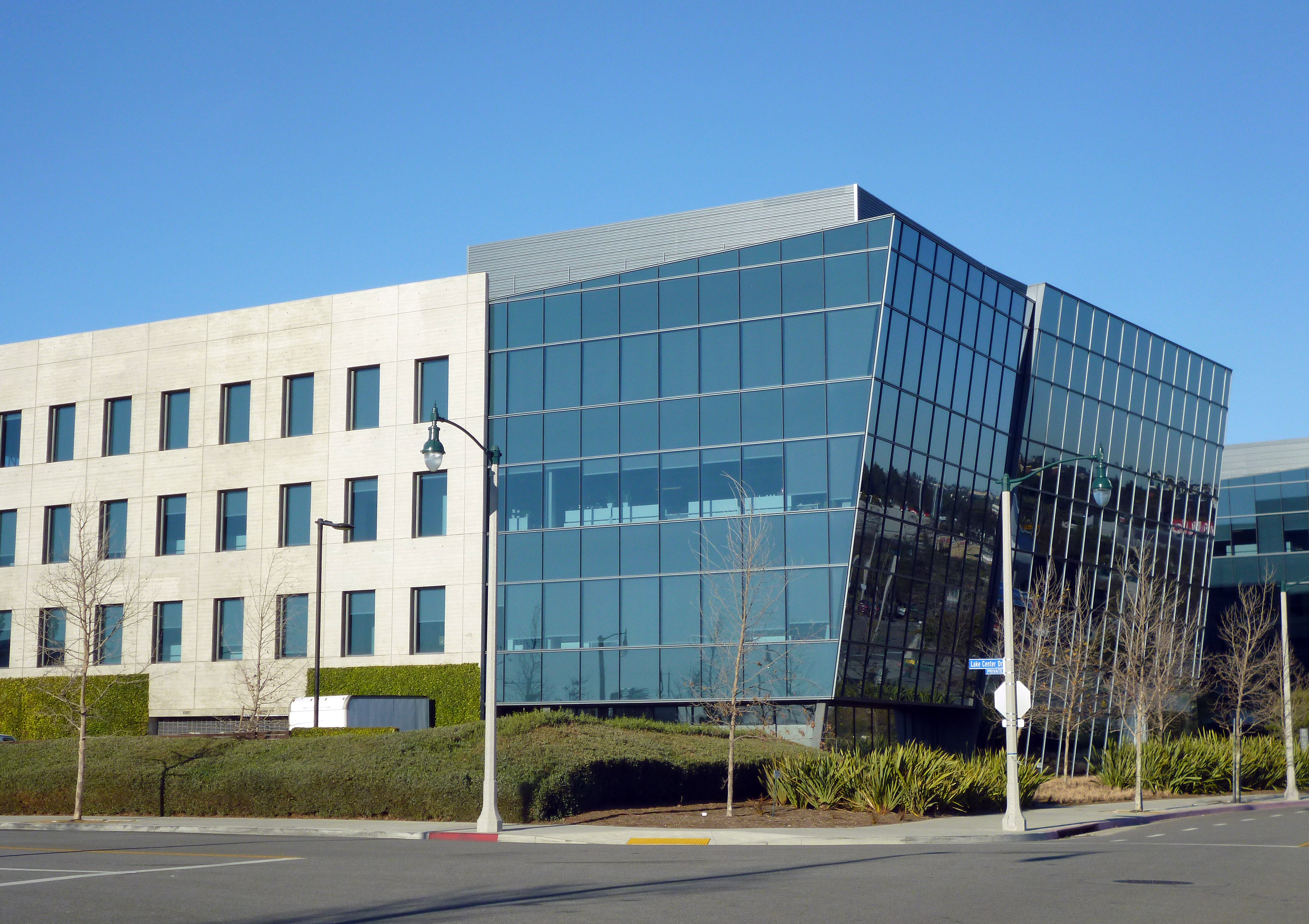
ロサンゼルスにある本社

ベルキン (Belkin International, Inc.) は、コンピュータの周辺機器を開発・販売するアメリカ合衆国の企業である。

## 概要
1983年に設立され、現在は日本でもiPod・iPhone用周辺機器などで知られる。AVケーブルは日本国内ではパイオニアが代理店として販売を行っていたが、遅くとも2013年時点で販売は終了していた。アメリカではルーターやUSB機器の開発・販売も行っている。
2013年3月にシスコ株式会社のコンシューマーブランド、リンクシスを買収した。
2013年6月にプロサイクリングチームへのスポンサーシップを発表、2013年7月のツール・ド・フランスより、ベルキン・プロサイクリングチームが初参戦した。
2018年3月に台湾に本社を構えるフォックスコンに買収された。